# Nam Hồng Sơn
Nam Hồng Sơn (chữ Hán: 南紅山) là môn võ do võ sư Nguyễn Nguyên Tộ sáng lập trên cơ sở kết hợp võ thuật Trung Hoa và võ thuật cổ truyền Việt Nam. Sau một thời gian gián đoạn, từ năm 1984 con trai trưởng của ông là đại võ sư Nguyễn Tỵ tiếp tục phát triển Nam Hồng Sơn trên địa bàn Hà Nội và Hà Tây, Việt Nam. Võ sinh Nam Hồng Sơn tập luyện bằng võ thuật Trung Hoa ở những năm đầu, sau đó mới học võ thuật cổ truyền Việt Nam, kết hợp cả võ thuật tay không và binh khí.

## Lịch sử
Nguyễn Nguyên Tộ (1895-1984), còn có tên là Sáu Tộ là võ sư nổi tiếng trong làng võ Hà Nội. Ông là bạn của các bậc tiền bối võ thuật Việt Nam như Ba Cát, Hàn Bái, Cử Tốn. Từ nhỏ ông đã được học võ dân tộc của những người đã dự kỳ thi võ của triều đình Huế, sau đó ông học thêm một số môn phái võ Trung Hoa để bổ sung cho môn võ của mình. Trong suốt cuộc đời, ông đã đóng góp nhiều công sức cho việc truyền bá, giảng dạy võ dân tộc.Cụ Nguyễn Nguyên Tộ tức (Sáu Tộ) sinh năm 1895 tại làng Văn Hội, xã Bạch Đằng (tỉnh Hà Tây (xã)) nay là (thành phố Hà Nội). Là con thứ sáu của cụ Nguyễn Khoát, thành phần gia đình thương gia.
Cuộc sống đang yên ổn thì năm 1909 một bọn cướp đã đến cướp phá và lấy hết của cải, bản thân cụ Khoát bị chúng đánh cho đến thập tử nhất sinh. Cuộc sống gia đình trở nên nghèo khó. Đứng trước hoàn cảnh đó, cụ Tộ rất căm phẫn bọn cướp, cụ nghĩ phải đi học võ để tự bảo vệ lấy mình và bảo vệ mọi người. Đã quyết tâm cụ xin bố mẹ cho ra Hà Nội để sống với ông anh thứ tư (tức là ông tư Quần) và theo anh đi làm, được người chủ Pháp chấp nhận cho vào làm ở hãng DIA-RA-DO. Đây là cơ sở chuyên sửa chữa săm lốp ô tô, ở phố Hai Bà Trưng bây giờ.
Cũng thời gian này bên Tàu có loạn nên nhiều người phiêu bạt sang Việt Nam để làm ăn sinh sống, trong đó cũng có một số thày võ cũng sang và mở lớp võ dạy tư.
Cụ Tộ đã tìm đến xin theo học môn võ Thiếu Lâm Nam phái (lúc này người Pháp cấm học võ nên phải tập ở những nơi kín đáo, địa điểm luôn luôn thay đổi nên việc tập tành gặp rất nhiều khó khăn, gian khổ).
Không nản chí cụ vừa đi làm vừa lấy tiền học võ suốt mười năm dòng. Khi cụ đã nắm được một số vốn võ học, cụ thấy cần phải nghiên cứu tìm hiểu thêm về nền võ thuật cổ truyền của đất nước mình. Ở Hà Nội lúc bấy giờ có ba cụ nổi tiếng về tài võ ta là:
1. Cụ Ba Cát (anh cả)
2. Cụ Cử Tốn (anh hai)
3. Cụ Hàn Bái (anh ba)

Cụ Sáu Tộ thấy cần phải tìm đến ba cụ, nên cụ đã nhờ người đứng ra giới thiệu để được tiếp xúc với các cụ. Qua thời gian dài qua lại cụ Sáu Tộ đã được các cụ quý mến, và nhận làm anh em kết nghĩa. Cụ Sáu Tộ ít tuổi hơn ba cụ nên làm em út (thứ tư).
Các cụ đã mạng sở học của mình để truyền dạy cho - sau nhiều năm luyên tập võ ta, cụ Sáu Tộ đã nắm được cơ bản tinh hoa của hai dòng võ. Cụ thấy sự kết hợp sẽ làm cho võ thuật phong phú thêm và đa dạng hơn, hiệu quả chiến đấu sẽ cao hơn. Cụ đã xây dựng một giáo trình riêng biệt để dành cho một môn phái mới ra đời.
Sau khi hoàn thành giáo trình huấn luyện cụ đã đặt tên cho môn phái là Nam Hồng Sơn với ý nghĩa:
- Nam - là võ Việt Nam
- Hồng - là Thiếu Lâm Hồng gia
- Sơn - là chỉ bề thế của môn phái như một ngọn núi hùng vĩ

Môn phái đã chính thức ra đời năm 1920. Khi lớp võ đầu tiên được khai giảng ở dãy 8 gian thuộc làng Thể Giao với tổng diện tích võ đường là 720 m² (nay thuộc công viên Thống Nhất).
Lớp võ đã tồn tại trong nhiều năm cho đến năm 1945 khi cuộc kháng chiến toàn quốc bùng nổ mới thôi. Trong những nămnày môn phái Nam Hồng Sơn đã đào tạo nhiều võ sĩ. Một số đã thành danh lừng lẫy cả ba miền Bắc – Trung – Nam như:
- Võ sĩ: Mùi đen biệt hiệu (Hắc Hổ)
- Võ sĩ: Cả Nhâm biệt hiệu (Bạch Hổ)
- Võ sĩ: Ba đen v,v...

Những võ sĩ này thi đấu khắc 3 miền và dành được nhiều giải thưởng lớn mang về cho môn phái.
Còn một số đã đi theo cách mạng trong các đơn vị Quân đội nhân dân Việt Nam và trở thành các sĩ quan huấn luyện võ thuật.
Tuy tuổi lúc này đã cao, năm 1960-1962 cụ Sáu Tộ vẫn tham gia giảng dạy một lớp võ do Bộ giáo dục tập chung toàn miền Bắc, các giáo viên về tập huấn (hơn 300 giáo viên đã về trường sư phạm Hà Nội). Đến năm 1984 cụ Sáu Tộ đã qua đời. Trước khi mất cụ đã truyền lại ngôi trưởng môn phái Nam Hồng Sơn cho con trai cả là Nguyễn Văn Tỵ. Được sự giúp đỡ của Sở Thể dục Thể thao Hà Nội và hội Võ thuật Hà Nội. Môn phái Nam Hồng Sơn đã khởi sắc. Tuyển sinh và phát triển với rất nhiều võ đường hoạt động vệ tinh trong các nhà văn hóa và các trung tâm thể dục thể thao trong các quận, huyện nội và ngoại thành Hà Nội, với số huấn luyện viên đông đảo làm nòng cốt có chuyên môn lâu năm, giảng dạy chất lượng cao. Nên thường xuyên số võ sinh theo học môn phái Nam Hồng Sơn có tới hàng ngàn em. Trong các kỳ hội diễn hàng năm, môn phái Nam Hồng Sơn đã tham gia nhiều tiết mục nhất và cũng giành được nhiều huy chương vàng-bạc-đồng. Ngoài ra môn phái Nam Hồng Sơn cũng có đóng góp một số võ sinh tham gia vào các câu lạc bộ khác như: Whusu-Pencat Silat và cũng thu được kết quả đáng khích lệ ở SEA Games và Ý với những huy chương vàng-bạc-đồng của các em (Hồng Hải; Thu Hương; Thanh Loan v.v,...). Vì mục đích đào tạo một con người vừa có tài, vừa có đức. Môn phái Nam Hồng Sơn đã đề ra môn quy. Tất cả các võ sinh muốn theo học môn phái Nam Hồng Sơn đều phải thực hiện nghiêm chỉnh các quy ước.
Trưởng nam của ông, võ sư Nguyễn Tỵ từ năm lên 9 tuổi đã được cha truyền dạy võ. Vào năm 1954, khi ông lên tuổi 17, ông đã dạy lớp võ đầu tiên để tự vệ quê nhà tại làng Văn Hội, huyện Thường Tín, Thành phố Hà Nội. Trong thời gian chiến tranh chống Mĩ, võ sư Nguyễn Văn Tỵ phải gác võ thuật sang một bên và bước sang lĩnh vực đàn guitar, suốt từ năm 1957 đến năm 1984.
Từ năm 1984, phong trào võ thuật thủ đô được khôi phục, võ sư Nguyễn Văn Tỵ vừa dạy đàn vừa dạy võ. Sau khi Nguyễn Nguyên Tộ mất, kế thừa di huấn của ông, Nguyễn Văn Tỵ đã đưa Nam Hồng Sơn đến với thanh niên Hà Nội, Hà Tây, với hàng ngàn thanh niên tham gia trong đó có nhiều người nước ngoài. Tại các kì hội diễn võ thuật cổ truyền, môn phái Nam Hồng Sơn có nhiều tiết mục đặc sắc, có chất lượng và giành được nhiều thứ hạng cao. Nhiều người kế tục môn phái đã trở thành võ sư, huấn luyện viên tài năng.

## Đặc điểm và hệ thống chương trình
Bên cạnh đặc tính kết hợp võ thuật của hai dân tộc nói trên, Nam Hồng Sơn hiện nay còn gìn giữ được một số bài võ cổ thuộc chương trình thi võ của triều Nguyễn. Về mặt kĩ thuật, võ sư Nguyễn Văn Tỵ vẫn trung thành với chương trình giảng dạy của cha ông sử dụng lúc sinh thời. Ba năm đầu, môn sinh luyện tập võ thuật Trung Hoa, bao gồm tấn pháp, đòn thế và các bài quyền như: Long hổ quyền, Tứ lộ đoản quyền, Thảo mã quyền, Phượng vũ quyền, Liên hoa quyền, Hồng côn, Tề mi côn, Quý Châu kiếm, Liên hoa độc kiếm, Liên hoa song kiếm. Những năm tiếp theo, các võ sinh học võ thuật cổ truyền Việt Nam bao gồm các bài như Lão mai quyền, Ngọc trản ngân đài, Siêu xung thiên v.v. kết hợp với tập khí công và nội công.

## Các võ đường

### Việt Nam
Tại Hà Nội có 11 võ đường, trong đó đáng chú ý là các võ đường Quán Thánh và Ngọc Lâm.
1. Võ đường Văn Sử (Tổng đường Thường Tín)
2. Võ đường Đăng Văn
3. Võ đường Huy Đông
4. Võ đường Ngọc Lâm
5. Võ đường Khánh Hải
6. Võ đường Khắc Trịnh
7. Võ đường Minh Khoa
8. Võ đường Quốc Trung
9. Võ đường Xuân Giao
10. Võ đường Hoàng Cường Kiến Hưng Hà Đông
11. Võ đường Quốc Tự
12. Võ đường Tá Tập
13. Võ đường Xuân Đức

### Nước ngoài
Tại Đức có 3 địa điểm tập luyện:
1. Bernhard-bästleinstr.22 - Berlin - Lichtenberg
2. Kungfu 17 Marzahn - Wollenbergerstr. 1 - Berlin - Lichtenberg
3. Anton-Saefkow-Platz 5 - 10369 Berlin

### Các quy định về trang phục, đai, cấp, Khen thưởng và kỷ luật

#### Trang phục
Toàn thể thầy, trò môn phái Nam Hồng Sơn đều mang trang phục trong các hoạt động chính thức, trong khi luyện tập theo quy định, kiểu dáng, có phù huy môn phái ở ngực bên trái và thắt đai theo quy định..
Về màu sắc quy định:
- Trưởng môn: Võ phục màu vàng.
- Các thành viên khác: Võ phục màu đen.

1.2- Cấp đai:
Môn phái Nam Hồng Sơn quy định cấp bậc theo 5 màu và 9 cấp thao theo thứ tự từ thấp tới cao, như sau:
- Nhập môn (cấp 1): Đai đen (Huyền đai).
- Cấp 2: Đai trắng (Bạch đai).
- Cấp 3: Đai xanh (Thanh đai).
- Cấp 4: Đai vàng (Hoàng đai).
- Cấp 5: Đai đỏ (Hồng đai).

Các cấp đai được quy định theo thời gian và các nội dung tập luyện, sau thời gian và giáo trình tập luyện theo quy định, võ sinh sẽ thi sát hạch, nếu đạt sẽ được nhận cấp đai mới tính từ đai đen tới đai đỏ (hồng đai).
Võ sinh từ cấp đai đỏ theo thời gian quy định sẽ thi sát hạch để xét cấp phong thao một lần từ hồng đai đệ nhất thao (đai đỏ 1 thao) tới hồng đai đệ thất thao (đai đỏ 7 thao).
Hồng đai đệ bát thao (đai đỏ 8 thao) là cấp đặc biệt do trưởng môn quyết định phong cho võ sinh đã đạt cấp hồng đai đệ thất thao (đai đỏ 7 thao) trong các trường hợp ngoại lệ không phải qua thi sát hạch.
Hồng đai đệ cửu thao (đai đỏ 9 thao) là cấp thao duy nhất của người giữ vị trí trưởng môn phái Nam Hồng Sơn.

#### Quy định về phong đai vượt cấp
Các trường hợp thành viên của môn phái có những cống hiến đặc biệt làm vẻ vang cho môn phái như: giành thành tích cao trong các kỳ, cuộc thi đấu thể thao, hội diễn võ thuật trong nước hoặc thi đấu thể thao quốc tế, có những hoạt động đóng góp đặc biệt cho hội võ thuật, ngành thể dục thể thao, hoặc những việc làm có lợi ích cho xã hội, … mà qua đó tôn vinh được danh dự của môn phái thì sẽ được xét phong vượt cấp.
Cấp đai được phong tặng sẽ do Ban tổ chức và lễ tiết chịu trách nhiệm xem xét trình trưởng môn quyết định.

#### Quy định về phong đai danh dự
Những người không phải huấn luyện viên hoặc võ sinh của môn phái mà có nhiệt tâm với môn phái, có nhiều hoạt động liên quan đóng góp cho việc phát triển về các mặt hoặc đóng góp về mặt tài chính, cổ vũ tinh thần, tạo điều kiện tốt cho môn phái hoạt đông hiệu quả, sẽ được cấp đai danh dự.
Đai danh dự là cấp hồng đai (đai đỏ).

#### Cấp đai và hệ thống kỹ thuật, thời gian luyện tập tương ứng
Trong quá trình huấn luyện có thể bổ sung một số bài của môn phái nếu thấy cần thiết.

#### Khen thưởng và kỷ luật
Tất cả các  thành viên của môn phái Nam Hồng Sơn đều được xét khen thưởng và chấp hành kỷ luật theo quy định như sau:

#### Khen thưởng
Khi có thành tích đóng góp cho sự lớn mạnh và vẻ vang của môn phái sẽ được xét khen thưởng theo các hình thức:
- Tuyên dương trong môn phái.
- Phong đai vượt cấp.
- Thưởng vật chất.
- Đề bạt chức vụ.

Trường hợp đặc biệt:
Trưởng môn phái đề nghị Hội Võ thuật Hà Nội xét khen thưởng theo quy định của Hội.

#### Kỷ luật
Khi có những hành vi, hoạt động vi phạm kỷ luật như:
- Vi phạm môn quy.
- Gây mất đoàn kết nội bộ.
- Có những hành vi làm phương hại tới danh dự môn phái.
- Có những hành vi làm phương hại tới danh dự và ảnh hưởng tới hoạt động của Hội Võ thuật
- Có những hành vi làm phương hại tới truyền thống đạo đức, có tác hại cho xã hội…

Sẽ bị xét kỷ luật theo các mức độ:
- Phê bình trước môn phái.
- Cảnh báo trước môn phái, hạ cấp đai.
- Bãi nhiệm các chức vụ trong môn phái.
- Đình chỉ sinh hoạt có thời hạn.
- Khai trừ khỏi môn phái vĩnh viễn.

Trường hợp đặc biệt:
Trưởng môn phái đề nghị Hội Võ thuật Hà Nội xét các mức độ kỷ luật theo quy định của Hội.

## Các bài quyền
I- Các Bài Quyền Môn phái Nam Hồng Sơn
1. Khởi đầu quyền (Khai Tâm quyền)
2. Long Hổ quyền
3. Thảo Mã Quyền
4. Tứ Lộ đoản quyền
5. Ngũ Hành Quyền
6. La Hán Quyền
7. Phượng Vũ Quyền
8. Quý Châu Quyền
9. Liên Hoa Quý Châu
10. Nam Hồng Quyền
11. Mai Hoa Thung
12. Liên Hoa Kích Bộ
13. Lục Hợp Quyền
14. Lão Mai Quyền (Nam Hồng Sơn)
15. Mai Hoa Sơn Đông
16. Tứ Xuyên Quyền
17. Ngọc Trản Quyền
18. Bát Lộ Quan Âm quyền
19. Bộ Xà Quyền
20. Bộ Hổ Quyền
21. Bộ Hầu Quyền
22. Bộ Hạc Quyền
23. Bộ Phượng dực

II-  Các bài binh khí
1. Quý Châu Kiếm
2. Bộ Liên Hoa Kiếm (đơn Kiếm, song kiếm)
3. Bộ Mai Hoa Song Kiếm
4. Bộ Tuyết Kiếm (Đơn, Song kiếm)

Đao
1. Phi Long Đao
2. Bạch Hạc Đơn Đao
3. Tinh Hoa Đao
4. Song Đao
5. Đại Đao Nam Hồng

Côn
1. Tề Mi Côn
2. Quý Châu Côn
3. Mai Hoa Côn
4. Bộ Hồng Côn (4 bài)

Thương
1. Nam Hồng Thương

III- Các bài đối luyện
1. Một đối một (đối luyện căn bản)

(tay Không với tay không, Tay Không với binh khí, binh khí với binh khí)
1. Một đối hai (1- tay Không với tay không, 2- Tay Không với binh khí, 3- binh khí với binh khí)
2. Một Đối Ba (1- tay Không với tay không, 2- Tay Không với binh khí, 3- binh khí với binh khí)

Đa luyện; 1- Loạn Đả Đằng Vân.
Bộ Nhuyễn:
1. Côn Nhị Khúc,
2. Côn Tam Khúc,
3. Côn Cửu Khúc,
4. Xích,
5. Khăn,
6. Dây Thừng.

Song Tô
1. Song Đoản Côn
2. Song Sai Kiếm

IV-  Các Bài Mở
1. Mê Tung Quyền
2. Hồng Quyền
3. Trường Quyền
4. Miêu Xà Quyền
5. Hổ Hạc Song Hình.
6. Liên Hoàn Thập Bát Dực

Binh Khí mở
1. Song Đao
2. Song Phủ
3. Trường Phủ
4. Độc Phủ
5. Trần Gia Tứ Môn Đao
6. Lưỡng Đầu Côn
7. Song Chùy
8. Song Bút
9. Thiết Phiến.
10. Nguyệt Nha Sản (Tăng Thiết Trượng)
11. Thiền Trượng
12. Lưỡng Đầu Thương
13. Ngọc Điểm Thương